# Страсти (ТВ серија из 2007)
Страсти (шп. Pasión) мексичка је теленовела, продукцијске куће Телевиса, снимана током 2007. и 2008.
У Србији је приказивана 2008. на телевизији Пинк.

## Синопсис
Радња је смештена у колонијално доба, у време великих неправди и друштвених разлика. Камила Дариен живи у селу Сан Фернандо, у Мексику. Девојка је обећана за брак Сантијагу Маркесу, сеоском ковачу, младом човеку, који је омиљен од стране свих, те бољег друштвеног положаја од Камиле. Прославу венчања наруше људи Дон Хорхеа Мансере, тиранског власника, који је одлучио искористити своју прилику да буде њен први мушкарац. Сантијаго бива рањен кад покуша спречити Хорхеове људе да отму Камилу, но она, у страху да ће убити Сантијага, пристаје да иде са њима. У Хорхеовој кући, Камила схвати како је Хорхе толико пијан да је није ни додирнуо, и успева побећи. На уласку у село дознаје како је Сантијаго у тешком стању и одлучи свих држати у уверењу да је она уистину провела ноћ са Хорхеом, како јој овај опет не би претио.
Након неколико дана, Камила бива отета од стране неколико разбојника. Капетан пиратског брода, човек назван као „Антиљано“, осети привлачност према Камили и добије импулс да је заштитити од њене окрутне судбине, но одустаје од наума, те Камила бива продата на острво „Ла Мариана“, од стране дон Тимотеа де Саламанке и Алмонтеа, огорченог старца који мрзи своју породицу и има план како би сопствену породицу оставио без новца, а план је да се ожени једном ропкињом и њој остави цео свој новац.
Након неког времена, Камила остаје удовица и убрзо постаје наследница огромног богатства. Одлучи се вратити у Сан Фернандо где потом сазнаје како су сви мислили да је она умрла, те се њена сестра Рита удала за Сантијага. Убрзо, Камили у посету долази Рикардо, Тимотеов нећак, у којем Камила препозна „Антиљана“. Рикардо такође препознаје Камилу и поново осети непознату жељу да је заштити. Иако зна да Рикардо жели повратити богатство своје породице, Камила такође осети привлачност према њему и мало помало постају пар. Сантијаго убрзо признаје Камили да је и даље воли, те између Сантијага и Рикарда настане огромно ривалство, јер обоје осећају праву страст у својим срцима према вољеној Камили.

## Улоге
| Глумац:               | Улога:                 |
| --------------------- | ---------------------- |
| Сусана Гонзалез       | Камила                 |
| Фернандо Колунга      | Рикардо Лопез Карвахал |
| Данијела Кастро       | Лисабета               |
| Себастијан Руљи       | Сантијаго              |
| Хуан Ферара           | Хорхе                  |
| Хосе Елијас Морено    | Алберто                |
| Маријана Кар          | Софија                 |
| Росио Банкелс         | Офелија                |
| Мати Хуитрон          | Франсиска              |
| Рајмундо Капетиљо     | Хусто                  |
| Алберто Естреља       | Марио                  |
| Маја Мишалска         | Урсула                 |
| Херман Роблес         | Тимоте                 |
| Вилијам Леви          | Васко                  |
| Мајте Ембил           | Рита                   |
| Ерик дел Кастиљо      | Гаспар                 |
| Кика Едгар            | Инес                   |
| Габријела Риверо      | Фортуната              |
| Марсело Кордоба       | Асканио                |
| Марисол дел Олмо      | Химена                 |
| Анаис                 | Мануела                |
| Тоњо Инфанте          | Гонсало                |
| Артуро Веласкез       | Пабло                  |
| Карлос Лопез Естрада  | Клаудио                |
| Евелин Соларес        | Агата                  |
| Хосе Антонио Барон    | Агустин                |
| Хорхе Трехо           | Анхел                  |
| Хорхе Нобле           | Бермехо                |
| Андрес Суно           | Бернадет               |
| Илиана де ла Гарса    | Клеотилде              |
| Тоњо Маури            | Алваро                 |
| Као                   | Енрике                 |
| Тина Ромеро           | Фаустина               |
| Луис Хосе Сантандер   | Џон                    |
| Алехандро Авила       | Хуанћо                 |
| Хуго Масиас Макотел   | Марселино              |
| Мартин Феро           | Матео                  |
| Емое де ла Пара       | Мерседес               |
| Росио Гаљардо         | Нисефора               |
| Антонио Бренан        | Криспин                |
| Хорхе Бренан          | Панћо                  |
| Оскар Ортис де Пинедо | Салвадор               |
| Маја Риверо           | Тита                   |